# 朴次貞
朴 次貞（パク・チャジョン、1910年5月7日 - 1944年5月27日）は、朝鮮の独立運動家、革命家。別名は林哲愛（임철애、イム・チョレ）、林哲山（임철산、イム・チョルサン）。慶尚南道東萊郡（現釜山広域市）出身。

## 人物
父親は大韓帝国政府の官僚であったが、1910年の韓国併合に抗議して自害した。1929年に韓国初のオーストラリア宣教師の学校であるJ.B.ハーパー記念学校（the J.B. Harper Memorial School）を卒業した。在学中には光州学生事件同盟休校を主導し、ソウルでの抗議活動を実施し検挙された。 
釈放後の1930年には弟の誘いで中国に渡り、北京で朝鮮共産党の再建に尽力し、1931年に金元鳳と結婚した。1935年義烈団などが結成した朝鮮民族革命党婦女部で活動する一方、南京朝鮮婦女会を組織し、朝鮮独立運動と並行して婦人解放運動に参加した。1937年の日中戦争勃発後は、朝鮮義勇隊の婦人服務団長に就任したが、1939年に広西省崑崙関において旧日本軍との戦闘で負傷し、1944年に重慶で亡くなった。1945年12月には金元奉の故郷密陽に埋葬された。 1995年には建国勲章大韓民国章を遺贈された。2001年には故郷釜山に銅像が建立された。
独立運動家、ハングル学者の金枓奉は5親等の叔父（母親の従弟）である。